# Shark Alliance
Vous pouvez aider à l'améliorer ou bien discuter des problèmes sur sa page de discussion.
- Il doit être recyclé. La réorganisation et la clarification du contenu sont nécessaires. (Marqué depuis mai 2022)
- Il est à actualiser. Certains passages sont obsolètes ou annoncent des événements désormais passés. (Marqué depuis mai 2022)

Shark Alliance est une coalition d'ONG vouée à la restauration et la conservation des populations de requins en améliorant les politiques de conservation, fondée en 2006. Leur conseillère politique est Sandrine Polti.

## ONG membres
En mai 2010, Shark Alliance se composait de 85 ONG de plus de 35 pays différents :
- ADNG Diving (Portugal)
- AIDA (Argentina, Canada, Chile, Costa Rica, Ecuador, Mexico, Peru, USA)
- AILERONS (France)
- APECE (Portugal)
- Archipelagos, Institute of Marine and Environmental Research of the Aegean Sea (Grèce)
- Bloom (France)
- Canadian Shark Conservation Society (Canada)
- Chelonia Polynesia (Polynésie française)
- Conservation International
- Coral Reef Care
- CRAM Foundation (Espagne)
- CTS (Italy)
- Deepwave (Allemagne)
- Deutsche Elasmobranchier Gesellschaft e.V. (DEG) (Germany)
- Deutsche Umwelthilfe e.V. (DUH) (Allemagne)
- Eco-Sys Action Foundation (France, Hong Kong, Kenya)
- Ecologistas en Acción (Espagne)
- European Elasmobranch Association (Europe)
- Eyes on the Horizon (EOTH) (Mozambique)
- Fédération française d'études et de sports sous-marins (France)
- Fish4divers (UK)
- Fondazione Cetacea (Italy)
- Foundation for the Protection of Marine Megafauna (FPMM) (Mozambique)
- Friends of the Earth Europe
- Gesellschaft zum Schutz der Meeressäugetiere (GSM) (Allemagne)
- GRIS (Italie)
- Groninger Biologen Duikvereniging Calamari
- Hong Kong Shark Foundation (Hong Kong)
- Humane Society International
- Iberian Biodiversity (IBBIO) (Espagne)
- Iemanya Oceanica (Mexique, USA)
- Kenna Diving SL (Espagne)
- Legambiente (Italie)
- Ligue Roc (France)
- Living Ocean Productions (USA)
- Longitude 181 Nature (France)
- Maldives Whale Shark Research Programme (Maldives)
- Marevivo (Italy)
- Marine Dimensions (Ireland)
- MarViva (Costa Rica, Panama, Colombie)
- MedSharks (Italie)
- Megaptera (France)
- Nature Trust (Malte)
- Noé Conservation (France, Guinea-Bissau)
- Ocean Conservancy (USA)
- Ocean Geographic (Australie)
- OceanCare (Suisse)
- Oceania Diving World (Mundoceania) (Espagne)
- Pacific Environment (Chine, Russie, USA)
- PADI International
- Palau Shark Sanctuary (Palau)
- The Pew Charitable Trusts (USA)
- Pretoma (Costa Rica, Amérique centrale)
- Pro Wildlife e.V. (Allemagne)
- Project AWARE Foundation (International)
- Protect the Sharks Foundation (The Netherlands)
- Quercus (Portugal)
- Reef Check
- Save Our Seas Foundation (International)
- Scubazoo Images (Malaisie)
- Seas at Risk (Europe)
- Shark Conservation Society (UK)
- Shark Foundation (Switzerland)
- Shark Rescue (Hong Kong)
- Shark Research Institute (Australia, Canada, Ecuador, Honduras, India, Mexico, Mozambique, Seychelles, South Africa, UK, USA)
- Shark Savers (International)
- Shark Trust (UK)
- Sharklab (Malta)
- Sharklife (South Africa)
- Sharkman's World Organisation (Malta)
- Slow Food International
- SOS Grand Blanc (France)
- South African Shark Conservancy (SASC)
- Stichting de Nordzee (North Sea Foundation) (The Netherlands)
- SUBMON (Spain)
- Swedish Elasmobranch Society (SES) (Sweden)
- "Tethys" Hellenic Association of Recreational Scubadivers (Greece)
- Tethys Research Institute (Italy)
- UK Shark Tagging Programme
- Utila Whale Shark Research (Honduras)
- VDST - Verband Deutscher Sporttaucher (Allemagne)
- Vivamar (Slovenia)
- White Shark Ecoventures (South Africa)
- WildAid (International)
- Wildcoast/Costasalvaje (Mexico, USA)